# Tchimbaba Tané
Tchimbaba Tané (auch: Tchimbabatan, Tchimbabatané, Tchin Babatan, Tchinbabatan) ist ein Dorf in der Landgemeinde Garhanga in Niger. 

## Geographie
Das von einem traditionellen Ortsvorsteher (chef traditionnel) geleitete Dorf liegt rund 32 Kilometer nordöstlich von Garhanga, dem Hauptort der gleichnamigen Landgemeinde, die zum Departement Keita in der Region Tahoua gehört. Zu den größeren Dörfern in der Umgebung zählen das etwa 13 Kilometer südwestlich gelegene Laba, das etwa zehn Kilometer nordwestlich gelegene Tabofat und das etwa 16 Kilometer südöstlich gelegene Tabotaki.
Tchimbaba Tané befindet sich auf einer Höhe von 432 m im Osten der Gebirgslandschaft Ader Doutchi. Es ist der Hauptort des 566 km² großen Gadamata-Tals, das sich bis in die Gemeinden Ibohamane und Keita erstreckt. Die Vegetation im Tal wird von Wüstendatteln (Balanites aegyptiaca), Piliostigma reticulatum und Bauhinia rufescens dominiert.

## Bevölkerung
Bei der Volkszählung 2012 hatte Tchimbaba Tané 5300 Einwohner, die in 744 Haushalten lebten. Bei der Volkszählung 2001 betrug die Einwohnerzahl 3571 in 516 Haushalten und bei der Volkszählung 1988 belief sich die Einwohnerzahl auf 2565 in 423 Haushalten.

## Wirtschaft und Infrastruktur
Das Gadamata-Tal wird für Regenfeldbau und Gemüseanbau genutzt. Die Böden weisen eine hohe Ertragsfähigkeit auf. Es gibt eine Schule im Dorf.